# 土方隼斗
土方 隼斗（ひじかた はやと、1989年〈平成元年〉3月16日 ）は、日本プロポケットビリヤード連盟所属のプロビリヤード選手(第40期生)。日本ビリボー協会の公認プロ。MEZZ CUES、ドリームショット所属。日本国内連続マスワリ公式記録保持者(8連マス)。
2013年と2016年 日本ランキング１位。

## 来歴・人物
1989年、ビリヤード場を経営する父・均の元に生まれ、幼少期はサッカーやテニスなどのスポーツに打ち込んだ。1999年春頃、テレビの取材で父・均が「ビリヤードができる小学生」を探すことになったが、該当者が見つからず、隼斗にビリヤードの練習をさせ、取材を受けたことがビリヤードを始めたきっかけとなる。翌2000年には本格的なビリヤードテーブルで撞き始めるようになった。
2002年、CUE'S誌上の企画「虎の穴」に13歳で参加し、同企画の講師である銘刈朝樹プロからレッスンを1年受ける。まだプロになれる年齢ではなかったため特別生という扱いであったが、このレッスンが終わった後の中学2年生頃からプロ入りを意識するようになった。
2004年頃、ほぼ毎晩どこかのビリヤード場へ出かけハウストーナメントに参戦し経験を積む。CUE'S(2006年2月号)誌上で父・均が語ったところによれば、1300以上のトーナメントに出場し、5000試合をこなしたという。ビリヤード誌からは「ハウス王」という称号を付けられたほどである。
2005年12月7日に行われた日本プロポケットビリヤード連盟のプロ試験を受けて合格し、史上最年少プロとなった。試験に際してはフジテレビによる取材が行われた。
2006年、MEZZ CUESと正式に契約を行う。1月15日、試合に向けた調整練習のために相撞きをしていた際にナインボールで9連マスを達成。
2010年9月2日、日本ビリボー協会の公式ランキング戦にて世界初のパーフェクトゲームを達成。
2013年7月15日、ジャパンオープンを優勝する。男子の部の日本人の優勝は10年ぶり。

## 主な成績
- 2004年
  - ジュニアオリンピックカップ 優勝
- 2005年
  - ジュニアオリンピックカップ 優勝
  - ビッグバンカップ 優勝
  - 世界ジュニアナインボール選手権 準優勝
  - 関東オープン 優勝（アマチュア時代）
  - 東日本グランプリ第８戦 準優勝（アマチュア時代）
- 2006年
  - 京都オープン 3位
- 2007年
  - ワールドジュニアテンボールチャンピオンシップ 優勝
  - 全日本プロポケットビリヤード選手権　3位
- 2008年
  - 北海道オープン　優勝
- 2013年
  - 関西オープン　優勝
  - ジャパンオープン　優勝
  - グランプリイースト　第5戦　優勝
  - 関東オープン　優勝
  - 東海グランプリ　優勝
- 2014年
  - 関西オープン　優勝
  - 北海道オープン　3位
  - グランプリイースト　第3戦　3位
  - グランプリイースト　第5戦　準優勝
  - グランプリイースト　第7戦　優勝
- 2015年
  - グランプリイースト　第4戦　優勝
  - グランプリイースト　第5戦　準優勝
  - グランプリイースト　第6戦　優勝
- 2016年
  - 関西オープン　優勝
  - グランプリイースト　第1戦　優勝
  - 全日本オープンローテーション選手権大会　優勝
  - 北海道オープン　準優勝
  - 全日本14-1オープン選手権　準優勝
  - グランプリイースト　第3戦　優勝
  - ジャパンオープン　優勝
  - 九州オープン　優勝
  - 関東オープン　準優勝
  - 北陸オープン　優勝

- 2017年
  - グランプリイースト　第2戦　優勝

## メディア出演

### TV
- ネプベガス（2006年7月、TBS系列）
- グッと!スポーツ（2016年10月25日、NHK）

### DVD
- 土方隼斗　攻めへの拘り(MEZZ CUES)

### VR動画
- スポーツ迫力映像(360Channel https://www.360ch.tv/videoview/378)